# Hôtel de Carondelet
L'hôtel de Carondelet, aussi appelé de Joursanvault-Mareilles ou Ruffo de Bonneval de La Fare, ou de Grignan est un hôtel particulier, situé au 17 de la Rue Cardinale à Aix-en-Provence.

## Historique
L'Hôtel particulier fut bâti en 1670 pour Philippe Emmanuel de Carondelet, baron de Talan. Il appartint durant le XVIIIe siècle aux Ruffo de Bonneval de La Fare. Ce bien fut restitué à la famille après la Révolution française, à D. Giuseppe Isidoro, 2ème Marquis de la Fare, Officier de Marine qui s'illustra entre autres dans l'Armée des Princes. Capitaine de Vaisseau, il exerça également les fonctions de Premier Consul de la ville d'Aix-en-Provence ainsi que Premier Procureur des Etats de Provence. A son décès, son fils Hilarion, 3ème marquis de La Fare en hérita. Maréchal de Camp, chef d'état-major, il y fut domicilié tout au long de sa vie. Après la Révolution de 1830, il y hébergea le Cabinet d'Avocat de son gendre Lodoïx de Gombert, magistrat démissionnaire pour avoir refusé de prêter serment à Louis-Philippe 1er.[réf. nécessaire]
Il fut acquis par la famille de Grignan en 1848 et passa aux Jourvansault-Mareilles au cours de la 2e moitié du XIXe siècle.

## Architecture
La façade du bâtiment est restée la même depuis le XVIIe siècle. Ainsi, dans le style Grand Siècle, elle est assez sobre, avec des attiques. Le rez-de-chaussée est orné de pilastres toscans. La porte d'entrée est de style Louis XV. 
À l'intérieur, on remarque d'exceptionnels décors en bois sculpté, contenant des dorures et des gypseries d'époque Louis XV.

## Protection
L'hôtel est protégé au titre des monuments historiques. L'hôtel est inscrit depuis le 3 novembre 1987 sauf les parties qui ont été classées le 13 août 1990 : façades sur rue et toitures correspondantes, y compris les vantaux de la porte d'entrée, le vestibule et la cage d'escalier avec sa rampe, les pièces suivantes avec leur décor : situées au rez-de-chaussée : salon sur jardin, ancienne chambre à alcôve à l'est, chambre à alcôve sur rue ; situées au premier étage : grand salon sur jardin, chambre à alcôve au sud-est, la cheminée de la chambre sud-ouest et de l'ancien hall d'entrée, et le jardin avec sa fontaine.